# Punho shaolin
Punho shaolin é um estilo de kung fu tradicional criado na China. Utiliza técnicas extremamente fortes de socos e posturas de animais bem definidas, marcando os traços de um verdadeiro estilo tradicional.
Inicialmente o estilo era praticado por monges e depois veio a se difundir. Provavelmente o punho shaolin deva ter sido um dos primeiros estilos que sairam dos templos Shaolin. O punho shaolin foi usado pelo mestre Kah Li Sho em um torneio de técnicas Shaolin em 1820.